# تاتیانا پترووا آرخیپووا
تاتیانا پترووا آرخیپووا (روسی: Татьяна Петрова Архипова؛ زادهٔ ۸ آوریل ۱۹۸۳) دونده زن اهل روسیه است.
از افتخارات وی میتوان به کسب مدال برنز ۳۰۰۰ متر با مانع و ماراتن در بازی‌های المپیک تابستانی ۲۰۰۸ اشاره کرد.